# Giancarlo Bastianoni

Giancarlo Bastianoni (Róma, 1940. június 24. –) olasz színész, kaszkadőr. 
Leginkább Bud Spencer és Terence Hill filmjeiből ismerhető.

## Élete és pályafutása
1959-ben statiszta volt a Ben-Hurban, majd még egy sor saru és kard műfajú olasz, illetőleg olasz-spanyol kooprodukciós, illetve spanyol filmben megfordult. Terence Hillel már dolgozott együtt a Karl May-filmeknél. Már a legelső Bud Spencer-Terence Hill, az Isten megbocsát, én nem című filmben feltűnt és utána szinte mindig látható volt a filmjeikben. Legtöbbször a két főszereplő ellenfelét játszotta, mint valamelyik negatív főszereplő embere. Gyakran szerepelt spagettiwesternekben is. Az évek alatt, s különösen a páros filmjeiben nyújtott teljesítményei révén Olaszország legprofesszionálisabb filmstatisztái és kaszkadőrei közé emelkedett. Rendkívül jó fizikumához szokatlan magas termete (1,91 m) párosul.
Feleségével Ann-nel később Brazíliába vándoroltak, ahol éveken át kaszkadőröket tanított. Az olasz Rai televízió 2015-ben interjút készített  az egykori kaszkadőrrel a Rio de Janeiróban levő lakásán. Akkori elmondása alapján egy épületek felújításával foglalkozó céget vezet.

## Ismertebb filmjei
Bud Spencer és Terence Hill filmjeiben
| Év   | Magyar cím                            | Eredeti cím                                                | Szerep                                 | Magyar hang                     |
| ---- | ------------------------------------- | ---------------------------------------------------------- | -------------------------------------- | ------------------------------- |
| 1967 | Isten megbocsát, én nem               | Dio perdona... Io no!                                      | fiatal kártyajátékos                   | Szűcs Sándor                    |
| 1972 | Vigyázat, vadnyugat!                  | E poi lo chiamarono il magnifico                           | bunyós                                 |                                 |
| 1973 | Az angyalok is esznek babot           | Anche gli angeli mangiano fagioli                          | Angelo embere                          |                                 |
| 1973 | Piedone, a zsaru                      | Piedone lo sbirro                                          | Csonkakezű embere                      |                                 |
| 1974 | Különben dühbe jövünk                 | ...altrimenti ci arrabbiamo!                               | tornász                                |                                 |
| 1974 | Fordítsd oda a másik orcád is!        | Porgi l'altra guancia                                      | Menendez embere                        |                                 |
| 1975 | Piedone Hongkongban                   | Piedone a Hong Kong                                        | utcai verekedő                         |                                 |
| 1976 | Zsoldoskatona                         | Il soldato di ventura                                      | katona / szerencsejátékos              |                                 |
| 1977 | Charleston                            | Charleston                                                 | csatlós                                |                                 |
| 1978 | Bűnvadászok                           | I due superpiedi quasi piatti                              | Fred embere                            | Vogt Károly                     |
| 1978 | Piedone Afrikában                     | Piedone L'Africano                                         | Smollet embere                         |                                 |
| 1978 | Akit Buldózernek hívtak               | Lo chiamavano Bulldozer                                    | Orso embere                            |                                 |
| 1979 | …és megint dühbe jövünk               | Pari e dispari                                             | Verdone, Parapolis embere              | Dózsa László és Szokolay Ottó   |
| 1979 | Seriff az égből                       | Uno sceriffo extraterrestre - poco extra e molto terrestre | katona                                 | nem szólal meg                  |
| 1980 | Piedone Egyiptomban                   | Piedone d'Egitto                                           | Coppola haverja / Hassan embere        | Bárány Frigyes (1. változat)    |
| 1980 | Piedone Egyiptomban                   | Piedone d'Egitto                                           | Coppola haverja / Hassan embere        | Breyer Zoltán (2. változat)     |
| 1980 | Seriff és az idegenek                 | Chissà perché... capitano tutte a me                       | Dinamit fivér / maszkos rabló / idegen | Várkonyi András                 |
| 1981 | Kincs, ami nincs                      | Chi trova un amico, trova un tesoro                        | Frisco Joe embere                      | Szersén Gyula                   |
| 1982 | Bombajó bokszoló                      | Bomber                                                     | Rosco embere                           | Somogyvári Pál                  |
| 1983 | Rabló-pandúr                          | Cane e gatto                                               | Salvatore Licutti embere               | Felföldi László és Hankó Attila |
| 1983 | Nyomás utána!                         | Nati con la camicia                                        | Kobra                                  | Hankó Attila (1. változat)      |
| 1983 | Nyomás utána!                         | Nati con la camicia                                        | Kobra                                  | Melis Gábor (2. változat)       |
| 1984 | Nincs kettő négy nélkül               | Non c'è due senza quattro                                  | Tangó embere / zsoldos                 |                                 |
| 1985 | Szuperhekusok                         | Miami Supercops                                            | Robert Dellman embere                  |                                 |
| 1986 | Aladdin                               | Superfantagenio                                            | Randy, Monthy Siracusa embere          | Kránitz Lajos                   |
| 1988 | Az óriási nyomozó: A díva (TV-epizód) | Il Professore - Diva                                       | Jules, Meller embere                   | Perlaki István                  |

További filmek
- Le volpi della notte (olasz filmsorozat) (1986)
- Se tutto va bene siamo rovinati (1983) ...Volpetti csatlósa
- Anche gli angeli tirano di destro (1974)
- Ci risiamo, vero Provvidenza? (1973)
- Le amazzoni - donne d'amore e di guerra (1973) ...Filodos
- Ombre roventi (1970)
- Fedra West (1968) ...Bandido
- Bandidos (1967) ...Sam
- A harag napjai (1967)
- Mister Dynamit - morgen küßt Euch der Tod (1967) ...Carlos
- Winnetou és a félvér Apanatschi (1966)
- Az ezüst oroszlán birodalma (1965)
- Winnetou 3. - Winnetou halála (1965)
- Durchs wilde Kurdistan (1965)
- A Napisten piramisa (1965)
- Az aztékok kincse (1965)
- Twenty-Four Hours to Kill (1965) ...a gyilkos
- I dieci gladiatori (1963)
- Maciste, l'eroe più grande del mondo (1963)
- Solo contro Roma (1962)
- La guerra di Troia (1961)
- La schiava di Roma (1961)